# São Tomé
São Tomé (dân số 56.166 người năm 2005) là thủ đô São Tomé và Príncipe và là thành phố lớn nhất quốc gia này. Thành phố được người Bồ Đào Nha lập năm 1485 và đặt theo tên của Thánh Tôma.

## Nhân khẩu
Dưới đây là dân số São Tomé qua các năm:
| Năm                    | Dân số |
| ---------------------- | ------ |
| 1990 (điều tra dân số) | 42.331 |
| 2000 (điều tra dân số) | 49.957 |
| 2003 (ước tính)        | 53.300 |
| 2018 (ước tính)        | 71.868 |

## Khí hậu
| Dữ liệu khí hậu của São Tomé            | Dữ liệu khí hậu của São Tomé | Dữ liệu khí hậu của São Tomé | Dữ liệu khí hậu của São Tomé | Dữ liệu khí hậu của São Tomé | Dữ liệu khí hậu của São Tomé | Dữ liệu khí hậu của São Tomé | Dữ liệu khí hậu của São Tomé | Dữ liệu khí hậu của São Tomé | Dữ liệu khí hậu của São Tomé | Dữ liệu khí hậu của São Tomé | Dữ liệu khí hậu của São Tomé | Dữ liệu khí hậu của São Tomé | Dữ liệu khí hậu của São Tomé |
| Tháng                                   | 1                            | 2                            | 3                            | 4                            | 5                            | 6                            | 7                            | 8                            | 9                            | 10                           | 11                           | 12                           | Năm                          |
| --------------------------------------- | ---------------------------- | ---------------------------- | ---------------------------- | ---------------------------- | ---------------------------- | ---------------------------- | ---------------------------- | ---------------------------- | ---------------------------- | ---------------------------- | ---------------------------- | ---------------------------- | ---------------------------- |
| Cao kỉ lục °C (°F)                      | 32 (90)                      | 33 (91)                      | 33 (91)                      | 33 (91)                      | 32 (90)                      | 31 (88)                      | 31 (88)                      | 31 (88)                      | 32 (90)                      | 32 (90)                      | 32 (90)                      | 32 (90)                      | 33 (91)                      |
| Trung bình ngày tối đa °C (°F)          | 30 (86)                      | 30 (86)                      | 31 (88)                      | 30 (86)                      | 29 (84)                      | 28 (82)                      | 28 (82)                      | 28 (82)                      | 29 (84)                      | 29 (84)                      | 29 (84)                      | 29 (84)                      | 29 (84)                      |
| Tối thiểu trung bình ngày °C (°F)       | 23 (73)                      | 23 (73)                      | 23 (73)                      | 23 (73)                      | 23 (73)                      | 22 (72)                      | 21 (70)                      | 21 (70)                      | 21 (70)                      | 22 (72)                      | 22 (72)                      | 22 (72)                      | 22 (72)                      |
| Thấp kỉ lục °C (°F)                     | 20 (68)                      | 20 (68)                      | 20 (68)                      | 20 (68)                      | 19 (66)                      | 19 (66)                      | 19 (66)                      | 19 (66)                      | 19 (66)                      | 19 (66)                      | 19 (66)                      | 19 (66)                      | 19 (66)                      |
| Lượng Giáng thủy trung bình mm (inches) | 81 (3.2)                     | 107 (4.2)                    | 150 (5.9)                    | 127 (5.0)                    | 135 (5.3)                    | 28 (1.1)                     | 0 (0)                        | 0 (0)                        | 23 (0.9)                     | 109 (4.3)                    | 117 (4.6)                    | 89 (3.5)                     | 966 (38.0)                   |
| Nguồn: BBC Weather                      |                              |                              |                              |                              |                              |                              |                              |                              |                              |                              |                              |                              |                              |

## Thành phố kết nghĩa
São Tomé kết nghĩa với:
- Kingstown, Saint Vincent và Grenadines
- Luanda, Angola
- Libreville, Gabon
- Accra, Ghana
- Lisboa, Bồ Đào Nha[2][3]